# 갈라테아역
갈라테아 (Galatea) 역은 이탈리아 시칠리아 섬 카타니아의 카타니아 지하철에 속한 역이다. 1999년 카타니아 지하철 첫 개통부터 문을 열었다.

## 위치
조니오 대로의 남단에 위치해 있으며 여섯 개의 출구가 있다. 그 중 네 곳은 계단, 두 곳은 엘레베이터로 된 출구로 이곳으로 나가면 사무소, 스튜디오, 은행, 상가가 밀집한 번화가에 이를 수 있다. 갈라테아 광장, 아프리카 대로, 이탈리아 로, 에우로파 광장, 움베르토 1세 로, 파수비오 로, 아시아 광장 등이 역 근처에 있으며 카타니아 해안가와도 500m 떨어진 곳에 있어 가깝다.

## 시설
이 역에는 다음과 같은 시설이 있다.
- 장애인용 엘리베이터 (미작동)
- 감시카메라
- 매표기

## 환승
AMT 시내버스 정류장이 아프리카 대로 (421, S2)와 이탈리아 로 (421-530-534-935)에 있다.
- AMT 운영 버스 정류장[3].